# Fresneda de la Sierra Tirón
Fresneda de la Sierra Tirón – gmina w Hiszpanii, w prowincji Burgos, w Kastylii i León, o powierzchni 61,17 km². W 2011 roku gmina liczyła 136 mieszkańców.